# Großschweidnitz

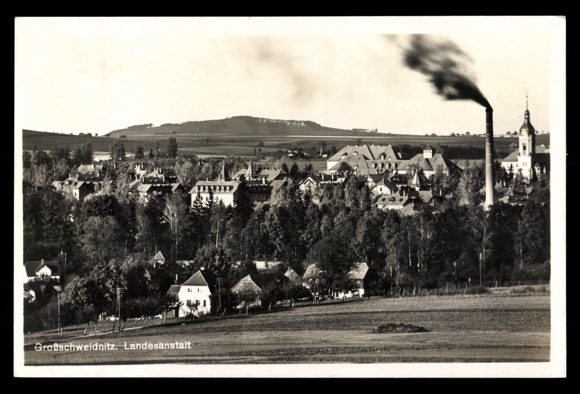
Hôpital saxons et Institut d'État Großschweidnitz 1940

Großschweidnitz est une commune de Saxe (Allemagne), située dans l'arrondissement de Görlitz, dans le district de Dresde.